# Idioma ayabadhu
Ayabadhu (Ayapathu), o Badhu, es una lengua aborigen australiana extinta de la familia Paman hablada en la península del Cabo York de North Queensland, Australia por el pueblo Ayapathu.: 17  La región lingüística de Ayabadhu incluye la Comarca de Cook y las áreas alrededor de Coen y Port Stewart.
Verstraete y Rigsby (2015) determinaron que Ayabadhu y Yintyingka, hablados por los Yintyingka y los Lamalama y anteriormente conocidos como Ayapathu costero, están estrechamente relacionados y son dialectos del mismo idioma.: 51  También encontraron que estos dialectos eran "estructuralmente diferentes" al idioma pakanha. El nombre Yintjinggu/Jintjingga se ha utilizado tanto para Ayabadhu como para el idioma vecino umbindhamu.

## Vocabulario
Algunas palabras del idioma ayabadhu, tal como las escriben y escriben los autores ayabadhu, incluyen:
- 'Agu: tierra
- 'Eka: cabeza
- Kaleny: tío
- Kangka: hoja
- Ko'on: urraca ganso
- Kuche: dos
- Mayi: comida
- Punga: sol
- Wanthi punga: buen día